# 上苏尔姆
上苏尔姆是德国巴登-符腾堡州的一个市镇。总面积31.07平方公里，总人口13898人，其中男性6990人，女性6908人（2011年12月31日），人口密度447人/平方公里。